# Berwie
Berwie (biał. Бярві) – wieś na Białorusi, położona w obwodzie grodzieńskim w rejonie grodzieńskim w sielsowiecie Skidel.

## Historia
W czasach zaborów osada w granicach Imperium Rosyjskiego, w guberni grodzieńskiej, w powiecie grodzieńskim.
W latach 1921–1939 Berwie należały do gminy Jeziory w ówczesnym województwie białostockim.
Według Powszechnego Spisu Ludności z 1921 roku ówczesną osadę zamieszkiwało 25 osób, wszystkie były wyznania prawosławnego i deklarowało białoruską przynależność narodową. Były tu 4 budynki mieszkalne.
Miejscowość należała do parafii prawosławnej w Jeziorach. Podlegała pod Sąd Grodzki w Jeziorach i Okręgowy w Grodnie; właściwy urząd pocztowy mieścił się w Jeziorach.
W wyniku napaści ZSRR na Polskę we wrześniu 1939 miejscowość znalazła się pod okupacją sowiecką. 2 listopada została włączona do Białoruskiej SRR. 4 grudnia 1939 włączona do nowo utworzonego obwodu białostockiego. Od czerwca 1941 roku pod okupacją niemiecką. 22 lipca 1941 r. włączona w skład okręgu białostockiego III Rzeszy. W 1944 miejscowość została ponownie zajęta przez wojska sowieckie i włączona do obwodu grodzieńskiego Białoruskiej SRR. 
Od 1991 r. w składzie niepodległej Białorusi.